# Dicranomyia (Dicranomyia) fraterna
Dicranomyia (Dicranomyia) fraterna is een tweevleugelige uit de familie steltmuggen (Limoniidae). De soort komt voor in het Oriëntaals gebied.